# Xã McIntyre, Quận Lycoming, Pennsylvania
Xã McIntyre (tiếng Anh: McIntyre Township) là một xã thuộc quận Lycoming, tiểu bang Pennsylvania, Hoa Kỳ. Năm 2010, dân số của xã này là 520 người.